# ラコスタ (パルティード)
ラコスタ・パルティード（スペイン語：Partido de La Costa）は、アルゼンチンブエノスアイレス州に135ある パルティードの1つ。ブエノスアイレス州第5選挙区を構成する。
当パルティードは、サン・アントニオ岬（es:cabo San Antonio）の東側の海岸すべてを包含し、北はサンボロンボン湾（es:Bahía de Samborombón）、南はピナマル・パルティード（es:Partido de Pinamar）、西はヘネラル・ラバジェ・パルティード（es:Partido de General Lavalle）、東は大西洋によって画されている。

## 人口
| 人口（人） | 25,652 | 38,603  | 60,483  | 69,633  |
| 増減率     | -      | +50.48% | +56.67% | +16.08% |

出典：国立統計国勢調査研究所（es:Instituto Nacional de Estadística y Censos (Argentina)）
2020年には、85,148人になると推定されている。

## 重要なシウダーとロカリダー
当パルティードは、15のシウダーまたはロカリダーからなり、政庁所在地はマル・デル・トゥユー・ロカリダーであるが、旅行者向けのひと通りの施設は備えているものの、実質的には、サンタ・テレシータ・ロカリダーの衛星都市的な立場である。
最も人口が多いのは、マル・デ・アホ・シウダーである。「近代的な」都市であり、多くの公共施設がある。
もう一つ重要なシウダーとして、サンタ・テレシータがある。集客力のあるショッピングセンターが市街地と、「エル・ハグエル」と称する山と木立の中にあり、マル・デ・アホには及ばないものの各種の施設を集めている。
当パルティードで夏の行楽地といえば、サン・ベルナルド・デル・トゥユー・ロカリダーである。夜間営業している施設が多数あり、若者たちで賑わっている。
1年通じて当パルティード内で行楽客を呼んでいるのは、サン・クレメンテ・デル・トゥユー・ロカリダーであり、この地域の観光の中心地とされている。

## 各ロカリダーとシウダーの位置
北部：サン・クレメンテ・デル・トゥユー
中部：ラス・トニナス、コスタ・チカ、サンタ・テレシータ、マル・デル・トゥユー、コスタ・デル・エステ
南部：アグアス・ベルデス、ラ・ルシーダ・デル・マル、コスタ・アスル、サン・ベルナルド・デル・トゥユー、マル・デ・アホ、ヌエバ・アトランティス
アルトス・メダノス地域：ピナル・デル・ソル、コスタ・エスメラルダ。この地域には、他にもプンタ・メダノス・ロカリダーがあり、灯台が設置されている。

## 沿革
- 1839年：エル・リンコン・デ・アホ・パルティード発足。1891年、ヘネラル・ラバジェ・パルティードと改称

- 1908年：後のノーベル化学賞受賞者 ルイ・フェデリコ・ルロワールが家族とともに当パルティードの「トゥユー」と呼ばれていた地域に居住

- 1935年：サン・クレメンテ・デル・トゥユー、マル・デ・アホの両都市、および、両都市の間にあり、今日のサンタ・テレシータへと発展する荒れ地だったハグエル・デル・メディオが発足。

- 当ラコスタ・パルティードが発足する1978年までの間に、ラス・トニナス、コスタ・チカ、マル・デル・トゥユー、コスタ・デル・エステ、アグアス・ベルデス、ラ・ルシーダ・デル・マル、コスタ・アスルの各都市が発足。

- 1944年：フアン・カルロス・チオーサ（es:Juan Carlos Chiozza）がサン・ベルナルド・デル・トゥユーの海水浴街を創設

- 1945年：アルトゥーロ・デ・エリアスがマル・デル・トゥユーの海水浴街を創設

- 1946年：ラサロ・フライデンベルグ博士（es:Lázaro Freidenberg）がサンタ・テレシータの海水浴街を創設

- 1950年：アルバレス・ドラゴがコスタ・アスルの海水浴街を創設

- 1954年：サパテイロ兄弟がラ・ルシーダ・デル・マルの海水浴街を創設

- 1960年：アロイス・ストックラセク、テレサ・ウドバ、アルバレス・ドラゴがラス・トニナスの海水浴街を創設

- 1966年：フィデル・A・サバロとエミリオ・ドウラがコスタ・デル・エステの海水浴街を創設。ビネリがアグアス・ベルデスの海水浴街を創設

- 1977年：ディ・トゥリオがヌエバ・アトランティスの海水浴街を創設。

- 1978年：軍事政権時代の事実上の州知事イベリコ・マヌエル・サン・ジャン（es:Ibérico Manuel Saint Jean）が7月1日、「都市基礎自治体法」を認証、これにより、モンテ・エルモソ都市基礎自治体（現在のモンテ・エルモソ・パルティード（es:partido de Monte Hermoso））、ビジャ・ガセル都市基礎自治体（現在のビジャ・ガセル・パルティード（es:partido de Villa Gesell））、ピナマル都市基礎自治体（現在のピナマル・パルティード）、ラコスタ都市基礎自治体が発足。当時隆盛を誇っていた都市（サン・クレメンテ・デル・トゥユーとマル・デ・アホ）の間の紛争を避けるため、ラコスタ都市基礎自治体の筆頭都市はマル・デル・トゥユーとされた。首長にはラウル・スアソが指名される。

- 1979年：首長がラウル・スアソからカルロス・エリサベに交替

- 1980年：首長がカルロス・エリサベからマヌエル・アルトゥーロ・マガダンに交替

- 1983年：民主的選挙により、首長が正義党のフアン・デ・ヘススに交替。1987年と1991年にも再選。ブエノスアイレス州第5選挙区からマル・デ・アホ出身、急進市民同盟のフアン・ホセ・ソレルが州下院議員に選出される。

- 1995年：急進市民同盟のギジェルモ・アルトゥーロ・マガダン（元首長マヌエル・アルトゥーロ・マガダンの息子）が首長に選出される。1999年にも再選。

- 2003年：首長選挙にてフアン・デ・ヘススが「勝利のための戦線（es:Frente para la Victoria）」（正義党を含む中道左派の選挙連合）から立候補し、返り咲き。

- 2007年：「勝利のための戦線」のフアン・パブロ・デ・ヘスス（es:Juan Pablo de Jesús。フアン・デ・ヘススの息子）が首長に選出される。2011にも再選。

## 所属するロカリダーおよびシウダー一覧
- サン・クレメンテ・デル・トゥユー（es:San Clemente del Tuyú）
- ラス・トニナス（es:Las Toninas）
- コスタ・チカ（es:Costa Chica (Argentina)）
- サンタ・テレシータ（es:Santa Teresita）
- マル・デル・トゥユー（es:Mar del Tuyú）
- コスタ・デル・エステ（es:Costa del Este (Argentina)）
- アグアス・ベルデス（es:Aguas Verdes (Argentina)）
- ラ・ルシーダ・デル・マル（es:La Lucila del Mar）
- コスタ・アスル（es:Costa Azul (Argentina)）
- サン・ベルナルド・デル・トゥユー（es:San Bernardo del Tuyú）
- マル・デ・アホ
- ヌエバ・アトランティス（es:Nueva Atlantis）
- プンタ・メダノス（es:Punta Médanos）
- ピナル・デル・ソル（es:Pinar del Sol）
- コスタ・エスメラルダ（es:Costa Esmeralda）